# Tervasaari (ö i Södra Savolax, S:t Michel, lat 61,75, long 26,94)
Tervasaari är en ö i Finland. Den ligger i sjön Pieni-Montonen och i kommunen Sankt Michel i den ekonomiska regionen  S:t Michel och landskapet Södra Savolax, i den södra delen av landet, 200 km nordost om huvudstaden Helsingfors. Öns area är 0,2 hektar och dess största längd är 100 meter i nord-sydlig riktning.